# NicePlayer
NicePlayer é um reprodutor de vídeo para Mac OS X. Na verdade o NicePlayer é uma interface para QuickTime e o usa como base adicionando ao QT novos recursos como tela cheia apenas com dois cliques no mouse, botões de controle ocultos que só aparecem quando o usuário passa o mouse por cima etc.
O programa é desenvolvido por um dos responsáveis pelo iEatBrainz.
Foi escrito em Objective-C e usa a interface Cocoa.

## Recursos
O programa apresenta os seguintes recursos:
- Playback em amplição em tela cheia
- Suporte a múltiplas telas
- Janela sem bordas
- Janela flutuante
- Listas de reprodução
- Arrastar-e-soltar
- Suporte integral a AppleScript
- Playback de DVD
- Suporte a capítulo
- Playback transparente
- Suporte a Apple Remote
- Relação de aspecto ajustável
- Independência de resolução
- Língua suportadas:Chinês (simplificado), Inglês e Japonês.